# Ливийское море
Ливи́йское мо́ре (лат. Libўcum mare, греч. Λιβυκό Πέλαγος) в античной географической традиции — часть Средиземного моря у берегов Северной Африки от Сирт до Крита, Пелопоннеса и Сицилии.
Страбон в своей «Географии» (закончена около 7 года до н. э.) многократно упоминал Ливийское море в своём капитальном сочинении:
Море перед Сиртами и Киренаикой называется Ливийским и простирается до Египетского моря [...] которое простирается от Карфагенской области до Сиртов. Заливы на этом (пелопоннесском) побережье: первый — Мессенский, второй — Лаконский [...] заполняются водами Ливийского моря. Крит [...] омывается Эгейским и Критским морями, а с юга — Ливийским морем, морем, примыкающим к Египетскому.
Плиний Старший в самом начале книги V своей «Естественной истории» так описывал Ливийское море:
Африку греки называли Ливией, и море перед ней — Ливийским морем. Оно ограничивается Египтом. Ни одна другая часть света не имеет меньше заливов, хотя береговая линия на западе очень извилиста. Названия её народов и городов совершенно непроизносимы, кроме как местными жителями; они преимущественно живут в крепостях.Оригинальный текст (лат.)Africam Graeci Libyam appellavere et mare ante cam Libycum. Aegypto finitur; nec alia pars terrarum pauciores recipit sinus longe ab occidente litorum obliquo spatio. Populorum eius oppidorumque nomina vel maxime sunt ineffabilia praeterquam ipsorum linguis; et alias castella ferme inhabitant.